# Simona Šimková
Simona Šimková (* 20. září 1996) je moderátorka TV Nova a Miss Sympatie České republiky 2020.

## Osobní život
Pochází z Jihlavy, kde chodila i na místní Gymnázium. Po maturitě začala studovat Masarykovu univerzitu a to rovnou dva obory - Mediální studia a žurnalistika a Sociální práci. Oba obory úspěšně ukončila s bakalářským titulem. Již během studia se věnovala žurnalistice, brigádně psala do Jihlavského deníku a natáčela reportáže do brněnské regionální televize Brno TV. V roce 2018 nastoupila do redakce zpravodajství televize Nova jako reportérka.[zdroj?]
V roce 2020 se zúčastnila soutěže krásy Miss České republiky, kde získala dva doprovodné tituly. Titul Miss Symaptie získala na základě diváckého hlasování, kdy obdržela nejvíce hlasů, Miss Silueta za nejkrásnější postavu.[zdroj?]
V roce 2021 začala moderovat relaci počasí na TV Nova. Mimo televizi moderuje společenské a kulturní akce, akce pro děti, festivaly, plesy i online konference a rozhovory.[zdroj?]